# La Libertad (Zamboanga do Norte)
La Libertad é um município de  quinta classe de renda municipal (d) na província Zamboanga do Norte, nas Filipinas. De acordo com o censo de 1 de maio  de  2020 possui uma população de 8 119 pessoas e 2 314 domicílios.